# Becca Balint
Rebecca A. Balint (Heidelberg, Nyugat-Németország, 1968. május 4. –) amerikai demokrata politikus, 2023 óta Vermont állam egyetlen kongresszusi választókörzetének képviselője.

## Életpályája
1968-ban egy amerikai katonai kórházban született, nagyapja a Holokausztban halt meg. Gimnáziumba a New York állambeli Walter Panas High Schoolba járt, s 1986-ban végzett. Alapfokozatú diplomájához először a Barnard College-ba, majd a Smith College-ba járt, történelem és a társadalmi nemek tudományát hallgatott. Két további diplomát is szerzett a következő években; 1994-ben pedagógusként végzett, 2000-ben pedig történelem szakon kapott mesterdiplomát, az előbbit A Harvard Egyetemen, az utóbbit pedig a Massachusetts-i Egyetemen.
1994-ben érkezett Vermontba, ahol bár először falmászást tanított, később négy különböző vidéki általános iskolában is tanított.
Miután abbahagyta a tanítást teljes munkaidőben, a Brattleboro Reformer című újság egy rovatába kezdett írni, 2014-ben pedig megválasztották Vermont állam törvényhozásának felsőházába, a szenátusba, ahol Windham megyét képviselte. Ezután háromszor választották újra, 2016-ban, 2018-ban, és 2020-ban. A 2018-as választás után demokrata képviselőtársai megválasztották többségi vezetőnek a szenátusban.
2022-ben indult Vermont egyetlen választókerületének képviselőségéért az Egyesült Államok törvényhozásának alsóházában. Az előválasztáson Molly Grayt győzte le, később pedig a republikánus Liam Madden felett aratott győzelmet.
Feleségével, Elizabeth-szel 2007-ben házasodtak össze, két gyermekük van, Abraham és Sarah.

## Politikája
Balint politikája progresszív, tagja a Kongresszusi Progresszív Kaukusznak, mely a képviselőházi demokraták csaknem felét tartalmazza. Kampányweboldala szerint támogatja többek közt a garantált egészségügyet, a garantált lakhatást, az állami oktatás színvonalának emelését, az LMBTQ jogok védelmét, és a szakszervezeteket.